# 丹尼尔·戈德哈根
丹尼尔·戈德哈根（德語：Daniel Jonah Goldhagen，1959年6月30日—）美国作家，曾任哈佛大学政府和社会研究副教授。他因为关于犹太大屠杀的两本具有争议的书《希特勒的刽子手》（1996年）和《道德的清算》（2002年）而受到国际关注和广泛批评。他还著有《比战争更糟糕》（2009年），探讨了种族灭绝的现象，以及《永不消逝的魔鬼》（2013年），其中他追溯了全球反犹太主义的上升趋势。